# Медаль «За будівництво Байкало-Амурської магістралі»
Меда́ль «За будівни́цтво Байка́ло-Аму́рської магістра́лі» — медаль, державна нагорода СРСР. Введена указом Президії Верховної Ради СРСР 8 жовтня 1976 року. Автор малюнку медалі — художник Пешкова.

## Опис
Медаль «За будівництво Байкало-Амурської магістралі» має форму правильного круга діаметром 32 мм, виготовлена з латуні.
На лицьовому боці медалі зображено профілі будівельників — чоловіка та жінки на тлі сопок і залізничного потягу, що йде по мосту через річку. Унизу зліва — напис «За строительство Байкало-Амурской магистрали».
На зворотному боці — сонце та залізнична колія, що прямує у далечінь, перехрещена стрічкою із написом «БАМ». У верхній частині зображено серп і молот, по колу — лаврове гілля. Усі зображення і написи на медалі — випуклі.
Медаль «За будівництво Байкало-Амурської магістралі» за допомогою вушка і кільця з'єднується з п'ятикутною колодочкою, обтягнутою шовковою муаровою стрічкою шириною 24 мм. Стрічка складається з двох подовжніх темно-зелених смужок завширшки 6 мм кожна по краях та трьох жовтих завиршки 3 мм у центрі. Жовті смужки розділені вузькими смужками сірого кольору.

## Нагородження медаллю
Медаллю «За будівництво Байкало-Амурської магістралі» нагорожувалися активні учасники будівництва Байкало-Амурської магістралі, пов'язаних з нею залізничних гілок та допоміжних об'єктів за якісну роботу на будівництві, виконання проектних робіт, сумлінну працю на підприємствах, в установах та організаціях, що безпосередньо обслуговували будівництво та будівельників. Як правило, нагороджувалися робітники, інженерно-технічні працівники та службовці, що проробили на будівництві та по його обслуговуванню щонайменше 3 роки.
Медаль носиться на лівій стороні грудей, за наявності у нагородженого інших медалей СРСР розташовується після медалі «За освоєння цілинних земель».
На 1 січня 1995 року медаллю «За будівництво Байкало-Амурської магістралі» було проведено близько 170 030 нагороджень.